# 水産白書
水産白書（すいさんはくしょ）とは、水産基本法第10条に基づき農林水産省が作成した国会への年次報告を白書として公表・刊行したもの。法律に基づき作成される法定白書のひとつ。
年次報告には前年度の水産の動向に関する報告書と当該年度において講じようとする施策の報告書の2つがあり、両者を併せて「水産白書」と通称して公表している。
実質的に水産庁が作成し、水産政策審議会の意見を聴いて、農林水産大臣から閣議に提出される。水産基本法の施行前には沿岸漁業等振興法に基づく同様の国会への報告が存在し、漁業白書と呼ばれていた。
沿岸漁業等振興法に基づく報告は昭和38年度から実施。作成初年度の昭和38年版は動向に関する報告書について昭和32年から37年までの過去5年間の内容を記載していた。
漁業白書、水産白書とも通称であるが、一般には水産基本法制定後の平成13年度版からを水産白書と称する。ただし水産庁HPでは、掲載されているすべてを、水産白書として紹介している。

## 不祥事
- 入札縛り ― 2014年1月、総務省行政評価局は水産白書の編集・印刷業務の入札について、過去3年間の受注実績を入札条件としているのは不適切だとして改善を勧告した[2]。